# Gru, Dru i Minionki
Gru, Dru i Minionki (ang. Despicable Me 3) – amerykański film animowany z 2017 roku. Trzeci, po Jak ukraść księżyc z 2010 roku i Minionki rozrabiają z 2013, film z serii Despicable Me.

## Fabuła
Niedoszły dziecięcy gwiazdor z lat 80., Balthazar Bratt, ma plan zdominowania całego świata. Para agentów Ligi Antyzłoczyńców, Gru i Lucy, muszą mu w tym przeszkodzić. W międzyczasie główny bohater dowiaduje się, że ma bajecznie bogatego brata bliźniaka Dru, który chciałby pójść w jego ślady.

## Obsada
| Rola           | Aktor            |
| -------------- | ---------------- |
| Felonius Gru   | Steve Carell     |
| Dru            | Steve Carell     |
| Baltazar Bratt | Trey Parker      |
| Lucy           | Kristen Wiig     |
| Agnes          | Nev Scharrel     |
| Margo          | Miranda Cosgrove |
| Edith          | Dana Gaier       |
| Silas          | Steve Coogan     |
| Clive          | Andy Nyman       |

## Odbiór
W serwisie Rotten Tomatoes 58% ze 191 recenzji zostało uznane za pozytywne, a średnia ocen wystawionych na ich podstawie wyniosła 5,69/10.